# Sporting Étoile Club de Bastia 1979-1980
Questa voce raccoglie le informazioni riguardanti lo Sporting Étoile Club de Bastia nelle competizioni ufficiali della stagione 1979-1980.

## Maglie e sponsor
Lo sponsor tecnico per la stagione 1979-1980 è Adidas, mentre come sponsor ufficiali si alternano Club Mediterranée, Catena o Jeanet's Chaussettes. Nel corso della stagione, la divisa viene proposta in diverse varianti: nelle prime gare del campionato venne impiegata la stessa utilizzazta durante le gare di Coppa UEFA 1977-1978, poi si passò a una versione con le maniche bianche e, infine, venne recuperata la stessa introdotta nel 1976.
| Manica sinistra · Manica sinistra · Maglietta · Maglietta · Manica destra · Manica destra · Pantaloncini · Pantaloncini · Calzettoni · Calzettoni | Manica sinistra · Manica sinistra · Maglietta · Maglietta · Manica destra · Manica destra · Pantaloncini · Pantaloncini · Calzettoni · Calzettoni | Manica sinistra · Manica sinistra · Maglietta · Maglietta · Manica destra · Manica destra · Pantaloncini · Pantaloncini · Calzettoni · Calzettoni | Manica sinistra · Manica sinistra · Maglietta · Maglietta · Manica destra · Manica destra · Pantaloncini · Pantaloncini · Calzettoni · Calzettoni |

## Rosa
| N. |                       | Ruolo | Calciatore           |
| -- | --------------------- | ----- | -------------------- |
|    | Francia (bandiera)    | P     | Pierrick Hiard       |
|    | Francia (bandiera)    | P     | Dominique Murati     |
|    | Francia (bandiera)    | D     | André Burkhard       |
|    | Francia (bandiera)    | D     | Jean-Louis Cazes     |
|    | Francia (bandiera)    | D     | Jean-Marie Ferri     |
|    | Francia (bandiera)    | D     | Paul Marchioni       |
|    | Francia (bandiera)    | D     | Jean-Pierre Mattei   |
|    | Francia (bandiera)    | D     | César Nativi         |
|    | Francia (bandiera)    | D     | Charles Orlanducci   |
|    | Jugoslavia (bandiera) | D     | Ljubiša Rajković     |
|    | Francia (bandiera)    | C     | Jean-Louis Desvignes |
|    | Francia (bandiera)    | C     | Alain Fiard          |

| N. |                       | Ruolo | Calciatore             |
| -- | --------------------- | ----- | ---------------------- |
|    | Francia (bandiera)    | C     | Joseph Graziani        |
|    | Francia (bandiera)    | C     | Simeï Ihily            |
|    | Francia (bandiera)    | C     | Bruno Mignot           |
|    | Francia (bandiera)    | C     | Claude Papi            |
|    | Francia (bandiera)    | C     | José Pastinelli        |
|    | Francia (bandiera)    | C     | Albert Tho             |
|    | Francia (bandiera)    | C     | Gérard Verstraete      |
|    | Francia (bandiera)    | A     | Jean-Marie De Zerbi    |
|    | Marocco (bandiera)    | A     | Abdelkrim Merry Krimau |
|    | Francia (bandiera)    | A     | Louis Marcialis        |
|    | Jugoslavia (bandiera) | A     | Slobodan Vučeković     |
|    | Francia (bandiera)    | A     | Joseph Wamaï           |

## Calciomercato

### Sessione estiva
| Acquisti | Acquisti           | Acquisti     | Acquisti |
| R.       | Nome               | da           | Modalità |
| -------- | ------------------ | ------------ | -------- |
| D        | Ljubiša Rajković   | Radnički Niš |          |
| C        | Gérard Verstraete  | Lens         |          |
| A        | Slobodan Vučeković | Vojvodina    |          |

| Cessioni | Cessioni         | Cessioni        | Cessioni |
| R.       | Nome             | a               | Modalità |
| -------- | ---------------- | --------------- | -------- |
| P        | Marc Weller      | Tolosa          |          |
| D        | Didier Knayer    | Béziers         |          |
| C        | Félix Lacuesta   | Bordeaux        |          |
| A        | Pierre Aussu     | Gazélec Ajaccio |          |
| A        | Christian Borel  | Épinal          |          |
| A        | André Barthelemy | Saint-Étienne   |          |
| A        | Johnny Rep       | Saint-Étienne   |          |

## Risultati
Fonte:

### Division 1

#### Girone di andata
| Arbitro: | Wurtz |

|  |           |            |
|  | Marcatori | 64’ Zimako |

| Arbitro: | Vautrot |

|                        |           |  |
| Boissier 11’ Meyer 42’ | Marcatori |  |

| Arbitro: | Delmer |

|                |           |            |
| Cazes 34’, 45’ | Marcatori | 70’ Tanter |

| Arbitro: | Bacou |

|                                  |           |           |
| Félix 38’ Augustin 43’ Maroc 83’ | Marcatori | 17’ Ihily |

| Arbitro: | Bouillet |

|                               |           |              |
| Papi 51’ (rig.) Vučeković 83’ | Marcatori | 48’ Kourichi |

| Arbitro: | Lambert |

|                          |           |               |
| Bjeković 25’ Sanchez 83’ | Marcatori | 83’ Vučeković |

| Arbitro: | Konrath |

|               |           |             |
| Papi 17’, 60’ | Marcatori | 3’ Gemmrich |

| Arbitro: | Muchembled |

|  |           |            |
|  | Marcatori | 75’ Ivezić |

| Arbitro: | Wurtz |

|                       |           |  |
| Simon 38’ Delemer 82’ | Marcatori |  |

| Arbitro: | Didier |

|  |           |             |
|  | Marcatori | 31’ Zaremba |

| Arbitro: | Konrath |

|            |           |          |
| Xuereb 25’ | Marcatori | 60’ Papi |

| Arbitro: | Verbecke |

|                                 |           |  |
| Buigues 6’ (aut.) Marcialis 69’ | Marcatori |  |

| Arbitro: | Lambert |

|           |           |  |
| Touré 84’ | Marcatori |  |

| Arbitro: | Martin |

|                              |           |              |
| Verstraete 75’ Vučeković 84’ | Marcatori | 83’ Kostedde |

| Arbitro: | Benali |

|          |           |  |
| Emon 62’ | Marcatori |  |

| Arbitro: | Biguet |

|               |           |  |
| Vučeković 44’ | Marcatori |  |

| Arbitro: | Bouillet |

|                  |           |           |
| Braga 60’ (rig.) | Marcatori | 29’ Ihily |

| Arbitro: | Boyer |

|                 |           |                               |
| Papi 38’ (rig.) | Marcatori | 53’ (rig.) Joly 71’ Lechantre |

| Arbitro: | Verbecke |

|                               |           |               |
| Rouyer 43’, 78’ Umpiérrez 72’ | Marcatori | 35’ Marcialis |

#### Girone di ritorno
| Arbitro: | Dailly |

|                        |           |  |
| Papi 20’ Marcialis 42’ | Marcatori |  |

| Arbitro: | Didier |

|              |           |  |
| Decastel 31’ | Marcatori |  |

| Arbitro: | Ferrary |

|               |           |             |
| Vučeković 32’ | Marcatori | 77’ Lecornu |

| Arbitro: | Muchembled |

|                                                             |           |  |
| Ladinszky 29’ Toko 43’ Kourichi 48’ Chevalier 72’ Vésir 78’ | Marcatori |  |

| Arbitro: | Benali |

|                              |           |  |
| De Zerbi 34’, 69’ Krimau 55’ | Marcatori |  |

| Arbitro: | Wurtz |

|                   |           |            |
| Blaquart 47’, 50’ | Marcatori | 25’ Krimau |

| Arbitro: | Delmer |

|                              |           |  |
| Genghini 5’, 48’ Revelli 40’ | Marcatori |  |

| Arbitro: | Bacou |

|                                                      |           |  |
| Krimau 25’ De Zerbi 33’ Marcialis 71’ Verstraete 76’ | Marcatori |  |

| Arbitro: | Quiniou |

|  |           |                          |
|  | Marcatori | 40’ Marcialis 47’ Krimau |

| Arbitro: | Lopez |

|               |           |  |
| Papi 44’, 88’ | Marcatori |  |

| Arbitro: | Delmer |

|                          |           |            |
| N'Gom 70’ (rig.) Six 80’ | Marcatori | 35’ Krimau |

| Arbitro: | Wurtz |

|               |           |  |
| Marcialis 56’ | Marcatori |  |

| Arbitro: | Biguet |

|                                 |           |  |
| Bourebbou 50’, 66’ Gauthier 87’ | Marcatori |  |

| Arbitro: | Vautrot |

|                          |           |  |
| Marcialis 25’ Krimau 30’ | Marcatori |  |

| Arbitro: | Konrath |

|                                  |           |  |
| Letemahulu 82’, 90’ Honorine 87’ | Marcatori |  |

| Arbitro: | Bacou |

|                |           |  |
| Verstraete 59’ | Marcatori |  |

| Arbitro: | Lopez |

|                                 |           |  |
| M'Pelé 44’ Ehrlacher 49’ (rig.) | Marcatori |  |

| Arbitro: | Delmer |

|                      |           |                          |
| Cazes 65’ Krimau 67’ | Marcatori | 55’ Rouyer 83’ Umpiérrez |

| Arbitro: | di Bernardo |

|                           |           |  |
| Platini 35’ Paganelli 86’ | Marcatori |  |

### Coppa di Francia
| Arbitro: | Girard |

|              |           |  |
| Kassoyan 33’ | Marcatori |  |

## Statistiche

### Statistiche di squadra
| Competizione     | Punti | In casa | In casa | In casa | In casa | In casa | In casa | In trasferta | In trasferta | In trasferta | In trasferta | In trasferta | In trasferta | Totale | Totale | Totale | Totale | Totale | Totale | DR  |
| Competizione     | Punti | G       | V       | N       | P       | Gf      | Gs      | G            | V            | N            | P            | Gf           | Gs           | G      | V      | N      | P      | Gf     | Gs     | DR  |
| ---------------- | ----- | ------- | ------- | ------- | ------- | ------- | ------- | ------------ | ------------ | ------------ | ------------ | ------------ | ------------ | ------ | ------ | ------ | ------ | ------ | ------ | --- |
| Division 1       | 32    | 19      | 13      | 2       | 4       | 30      | 12      | 19           | 3            | 5            | 11           | 23           | 39           | 38     | 14     | 4      | 20     | 39     | 51     | -12 |
| Coppa di Francia | -     | -       | -       | -       | -       | -       | -       | 1            | 0            | 0            | 1            | 0            | 1            | 1      | 0      | 0      | 1      | 0      | 1      | -1  |
| Totale           | -     | 19      | 13      | 2       | 4       | 30      | 12      | 20           | 1            | 2            | 17           | 9            | 40           | 39     | 14     | 4      | 21     | 39     | 52     | -13 |

### Andamento in campionato
| Giornata  | 1  | 2  | 3  | 4  | 5  | 6  | 7  | 8  | 9  | 10 | 11 | 12 | 13 | 14 | 15 | 16 | 17 | 18 | 19 | 20 | 21 | 22 | 23 | 24 | 25 | 26 | 27 | 28 | 29 | 30 | 31 | 32 | 33 | 34 | 35 | 36 | 37 | 38 |
| --------- | -- | -- | -- | -- | -- | -- | -- | -- | -- | -- | -- | -- | -- | -- | -- | -- | -- | -- | -- | -- | -- | -- | -- | -- | -- | -- | -- | -- | -- | -- | -- | -- | -- | -- | -- | -- | -- | -- |
| Luogo     | C  | T  | C  | T  | C  | T  | C  | C  | T  | C  | T  | C  | T  | C  | T  | C  | T  | C  | T  | C  | T  | C  | T  | C  | T  | T  | C  | T  | C  | T  | C  | T  | C  | T  | C  | T  | C  | T  |
| Risultato | P  | P  | V  | P  | V  | P  | V  | P  | P  | P  | N  | V  | P  | V  | P  | V  | N  | P  | P  | V  | P  | N  | P  | V  | P  | P  | V  | V  | V  | P  | V  | P  | V  | P  | V  | P  | N  | P  |
| Posizione | 16 | 18 | 17 | 18 | 15 | 15 | 12 | 14 | 17 | 19 | 19 | 16 | 16 | 16 | 17 | 16 | 14 | 15 | 17 | 16 | 17 | 17 | 17 | 17 | 18 | 18 | 17 | 16 | 14 | 14 | 14 | 14 | 14 | 15 | 15 | 15 | 15 | 16 |

Fonte:  France » Ligue 1 1979/1980, su worldfootball.net.
Legenda:

Luogo: C = Casa; T = Trasferta. Risultato: V = Vittoria; N = Pareggio; P = Sconfitta.

### Statistiche dei giocatori
| Giocatore       | Division 1 | Division 1 | Division 1  | Division 1 | Coppa di Francia | Coppa di Francia | Coppa di Francia | Coppa di Francia | Totale   | Totale | Totale      | Totale     |
| Giocatore       | Presenze   | Reti       | Ammonizioni | Espulsioni | Presenze         | Reti             | Ammonizioni      | Espulsioni       | Presenze | Reti   | Ammonizioni | Espulsioni |
| --------------- | ---------- | ---------- | ----------- | ---------- | ---------------- | ---------------- | ---------------- | ---------------- | -------- | ------ | ----------- | ---------- |
| A. Burkhard     | 31         | 0          | 1           | 0          | 0                | 0                | 0                | 0                | 31       | 0      | 1           | 0          |
| J.L. Cazes      | 35         | 4          | 1           | 1          | 1                | 0                | ?                | ?                | 36       | 4      | 1+          | 1+         |
| J.M. De Zerbi   | 23         | 3          | 1           | 0          | 1                | 0                | ?                | ?                | 24       | 3      | 1+          | 0+         |
| J.L. Desvignes  | 24         | 0          | 0           | 0          | 1                | 0                | ?                | ?                | 25       | 0      | 0+          | 0+         |
| J.M. Ferri      | 0          | 0          | 0           | 0          | 0                | 0                | 0                | 0                | 0        | 0      | 0           | 0          |
| A. Fiard        | 12         | 0          | 1           | 0          | 0                | 0                | 0                | 0                | 12       | 0      | 1           | 0          |
| P. Hiard        | 38         | -51        | 0           | 0          | 1                | -1               | ?                | ?                | 39       | -52    | 0+          | 0+         |
| D. Murati       | 0          | -0         | 0           | 0          | 0                | -0               | 0                | 0                | 0        | -0     | 0           | 0          |
| J. Graziani     | 0          | 0          | 0           | 0          | 0                | 0                | 0                | 0                | 0        | 0      | 0           | 0          |
| S. Ihily        | 27         | 2          | 0           | 0          | 0                | 0                | 0                | 0                | 27       | 2      | 0           | 0          |
| P. Marchioni    | 31         | 0          | 2           | 0          | 1                | 0                | ?                | ?                | 32       | 0      | 2+          | 0+         |
| L. Marcialis    | 24         | 6          | 0           | 0          | 1                | 0                | ?                | ?                | 25       | 6      | 0+          | 0+         |
| J.P. Mattei     | 0          | 0          | 0           | 0          | 0                | 0                | 0                | 0                | 0        | 0      | 0           | 0          |
| A. Merry Krimau | 35         | 7          | 1           | 0          | 1                | 0                | 0                | 0                | 36       | 7      | 1           | 0          |
| B. Mignot       | 2          | 0          | 0           | 0          | 0                | 0                | 0                | 0                | 2        | 0      | 0           | 0          |
| C. Nativi       | 23         | 0          | 0           | 0          | 1                | 0                | ?                | ?                | 24       | 0      | 0+          | 0+         |
| C. Orlanducci   | 27         | 0          | 5           | 0          | 1                | 0                | ?                | ?                | 28       | 0      | 5+          | 0+         |
| C. Papi         | 32         | 8          | 2           | 0          | 1                | 0                | ?                | ?                | 33       | 8      | 2+          | 0+         |
| J. Pastinelli   | 8          | 0          | 0           | 0          | 0                | 0                | 0                | 0                | 8        | 0      | 0           | 0          |
| L. Rajković     | 24         | 0          | 1           | 0          | 0                | 0                | 0                | 0                | 24       | 0      | 1           | 0          |
| A. Tho          | 1          | 0          | 0           | 0          | 0                | 0                | 0                | 0                | 1        | 0      | 0           | 0          |
| G. Verstraete   | 33         | 3          | 1           | 0          | 1                | 0                | ?                | ?                | 34       | 3      | 1+          | 0+         |
| S. Vučeković    | 24         | 5          | 2           | 0          | 1                | 0                | ?                | ?                | 25       | 5      | 2+          | 0+         |
| J. Wamaï        | 3          | 0          | 0           | 0          | 0                | 0                | 0                | 0                | 3        | 0      | 0           | 0          |